# Maison des écrivains et de la littérature
La Maison des écrivains et de la littérature (Mél), appelée jusqu'en 2007 Maison des écrivains, est une association créée en 1986 à Paris pour promouvoir la littérature contemporaine. Elle vise à soutenir l'éducation artistique et culturelle, en organisant des ateliers, résidences et autres évènements permettant à un large public de rencontrer des écrivains et écrivaines.
Elle est placée en faillite en 2025 à la suite de la perte de sa subvention de fonctionnement.

## Missions
La Maison des écrivains et de la littérature est le « premier employeur d'écrivains de France en matière d'éducation artistique et culturelle ». Ses missions consistent à :
- Apporter un soutien logistique aux auteurs.
- Constituer une source de documentation et d'information sur la vie littéraire[3].
- Organiser et d'accueillir des manifestations littéraires, en liaison avec les initiatives nationales comme « Cet été je lis »[2].
- Favoriser le dialogue entre la littérature et les autres expressions artistiques.
- Se proposer comme partenaire de structures publiques ou privées souhaitant recevoir des écrivains.
- Coopérer avec les structures analogues en Europe.

## Fonctionnement

### Financement
Établie sur une demande de Jack Lang, elle bénéficie du soutien du Centre national du livre (CNL) jusqu'en 2019. Elle est ensuite subventionnée par le ministère de la Culture via la DRAC Île-de-France.

### Gouvernance

#### Présidence
| Portrait | Identité                                | Période      | Période                   | Durée           |
| Portrait | Identité                                | Début        | Fin                       | Durée           |
| --- | --------------------------------------- | ------------ | ------------------------- | --------------- |
| Georges-Emmanuel Clancier en 1987.                                                                                                   | Georges-Emmanuel Clancier (1914 - 2018) | 1986         | 1990                      | 4 ans           |
| Pas de portrait sous licence libre disponible pour Bernard Pingaud.                                                                  | Bernard Pingaud (1923 - 2020)           | 1990         | 1992                      | 2 ans           |
| Michel Deguy vers 2003 | Michel Deguy (1930 - 2022)              | 1992         | 1998                      | 6 ans           |
| Claude Esteban | Claude Esteban (1935 - 2006)            | 1998         | 2004                      | 6 ans           |
| Jean-Michel Maulpoix en 2005. | Jean-Michel Maulpoix (né en 1952)       | 2004         | 2007                      | 3 ans           |
| Anne-Marie Garat au Salon du livre Amerigo Vespucci du Festival international de géographie de Saint-Dié-des-Vosges en octobre 2011. | Anne-Marie Garat (1946 - 2022)          | 2007         | 2009                      | 2 ans           |
| Jean-Yves Masson | Jean-Yves Masson (né en 1962)           | 2009         | 2011                      | 2 ans           |
| Jean-Louis Giovannoni | Jean-Louis Giovannoni (né en 1950)      | 2011         | 2012                      | 1 an            |
| Yves Boudier, 13 janvier 2023. | Yves Boudier (né en 1951)               | 2012         | 2015                      | 3 ans           |
| Cécile Wajsbrot | Cécile Wajsbrot (née en 1954)           | juin 2015    | 1er mars 2017 (démission) | 1 an et 9 mois  |
| Claude Eveno | Claude Eveno (1945 - 2022)              | 2017         | 2018                      | 1 an            |
| Jean-Yves Masson | Jean-Yves Masson, (né en 1962)          | octobre 2018 | En cours                  | 6 ans et 9 mois |

#### Direction
- François Coupry (1984-1986)
- Hugues de Kerret (1986-1989)
- Martine Segonds-Bauer (1989-1995)
- Alain Lance (1995-2004)
- Sylvie Gouttebaron (2004-2025[1])

### Siège
Jusqu'en 2007, la Maison avait son siège dans le 7e arrondissement, rue de Verneuil, dans l'hôtel d'Avejan. Depuis 2007, elle se trouve au 67, boulevard de Montmorency dans le 16e arrondissement.

## Principales personnalités adhérentes
- Guy Allix
- Ingrid Astier
- Françoise Ascal
- Nicole Caligaris
- Douna Loup
- Koffi Kwahulé
- Camille Laurens
- Maram al-Masri
- Nathalie Papin
- Marie Pavlenko
- Ann Rocard
- Amina Saïd
- Esther Tellermann
- Élise Thiébaut
- Séverine Vidal
- Ismaël Billy
- Annie Zadek
- Carles Diaz